# Блайт (Калифорния)
Блайт (англ. Blythe) — город в округе Риверсайд, штат Калифорния, США. Население по данным переписи 2010 года — 20 817 человек.

## География и климат
По данным Американского бюро переписи населения, общая площадь города составляет 69,86 км², в том числе 67,83 км² — суша и 2,03 км² — водные пространства (2,9 %). Блайт расположен вблизи границы со штатом Аризона, недалеко от реки Колорадо, в пустыне Колорадо, на пересечении дорог I-10 и US 95.
Блайт характеризуется аридным климатом с жарким летом и мягкой зимой. В среднем отмечается 178,4 дней в году с температурой 32 °C и выше, а также 18,9 дней в году и температурой 0 °C и ниже. Годовая норма осадков — 101,3 мм. Рекордно высокая температура была зафиксирована дважды — 7 июля 1920 года и 24 июля 1929 года и составила 50 °C. Рекордно низкая температура отмечалась 6 января 1913 года и составила −15 °C.

## История
Город был инкорпорирован 21 июля 1916 года.

## Население
Согласно данным переписи населения 2010 года, в городе насчитывалось 20 817 жителей. Плотность населения, таким образом, составляла 298 человек на км². Расовый состав населения города был таков: 59,5 % — белые; 15,0 % — афроамериканцы; 1,2 % — индейцы; 1,5 % — азиаты; 0,2 % — представители населения островов Тихого океана; 19,4 % — представители иных рас и 3,2 % — представители двух и более рас. 53,2 % населения определяли своё происхождение как испанское (латиноамериканское).
Из 4513 домохозяйств на дату переписи 43,7 % имели детей; 44,2 % были женатыми парами. 23,7 % домашних хозяйств было образовано одинокими людьми, при этом в 8,1 % домохозяйств проживал одинокий человек старше 65 лет. Среднее количество людей в домашнем хозяйстве составляло 2,87; средний размер семьи — 3,41 человек.
Возрастной состав населения: 20,0 % — младше 18 лет; 8,5 % — от 18 до 24 лет; 35,2 % — от 25 до 44 лет; 27,7 % — от 45 до 64 лет и 8,6 % — 65 лет и старше. Средний возраст — 38 лет. На каждые 100 женщин приходится 218,1 мужчин. На каждые 100 женщин старше 18 лет — 268,1 мужчин.
Средний доход на домохозяйство составляет $48 327, при этом 16,1 % населения проживает за чертой бедности.
Динамика численности населения города по годам:
| 1940 | 1950 | 1960 | 1970 | 1980 | 1990 | 2000   | 2010   |
| ---- | ---- | ---- | ---- | ---- | ---- | ------ | ------ |
| 2355 | 4089 | 6023 | 7047 | 6805 | 8428 | 12 155 | 20 817 |